# Oculina
Genre
Oculina est un genre de coraux durs de la famille des Oculinidae.

## Liste d'espèces
Selon ITIS (31 décembre 2015), le genre Oculina comprend les espèces suivantes :
- Oculina arbuscula Agassiz, 1864
- Oculina diffusa Lamarck, 1816
- Oculina patagonica De Angelis, 1908
- Oculina profunda Cairns, 1991
- Oculina robusta De Pourtalès, 1871
- Oculina tenella De Pourtalès, 1871
- Oculina valenciennesi Milne-Edwards & Haime, 1850
- Oculina varicosa Lesueur, 1821
- Oculina virgosa Squires, 1958